# Leslie Murray
Leslie Murray (ur. 24 stycznia 1991) – pochodzący z Wysp Dziewiczych Stanów Zjednoczonych lekkoatleta specjalizujący się w biegu na 400 metrów przez płotki.
W 2008 zadebiutował na mistrzostwach świata juniorów docierając do półfinału imprezy i dwukrotnie poprawiając seniorski rekord swojego kraju. Dwa lata później podczas kolejnej edycji juniorskiego czempionatu zdobył brązowy medal. W 2012 zdobył brąz młodzieżowych mistrzostw NACAC.
Rekord życiowy: 49,83 (11 czerwca 2009, Fayetteville) – rezultat ten jest rekordem Wysp Dziewiczych Stanów Zjednoczonych. Murray jest także juniorskim rekordzistą swojego kraju w biegu na 400 metrów w hali (47,09 w 2009) i na stadionie (46,41 w 2009) oraz w skoku w dal w hali (7,31 w 2009). Finalista mistrzostw NCAA.

## Osiągnięcia
| Rok  | Impreza                                           | Miejsce       | Konkurencja                | Pozycja    | Wynik   |
| ---- | ------------------------------------------------- | ------------- | -------------------------- | ---------- | ------- |
| 2008 | Mistrzostwa świata juniorów                       | Bydgoszcz     | bieg na 400 m przez płotki | półfinał   | 52,51   |
| 2009 | Carifta Games                                     | Vieux Fort    | bieg na 400 m              | 3. miejsce | 46,74   |
| 2009 | Carifta Games                                     | Vieux Fort    | bieg na 400 m przez płotki | 2. miejsce | 51,20   |
| 2009 | Mistrzostwa Ameryki Środkowej i Karaibów          | Hawana        | sztafeta 4 x 400 m         | 7. miejsce | 3:07,05 |
| 2010 | Mistrzostwa Ameryki Środkowej i Karaibów juniorów | Santo Domingo | bieg na 400 m przez płotki | 2. miejsce | 51,45   |
| 2010 | Mistrzostwa świata juniorów                       | Moncton       | bieg na 400 m przez płotki | 3. miejsce | 50,22   |
| 2012 | Mistrzostwa NACAC U-23                            | Irapuato      | bieg na 400 m przez płotki | 3. miejsce | 50,48   |
| 2013 | Mistrzostwa Ameryki Środkowej i Karaibów          | Morelia       | bieg na 400 m przez płotki | eliminacje | 51,10   |
| 2014 | Igrzyska Ameryki Środkowej i Karaibów             | Xalapa        | bieg na 400 m przez płotki | 3. miejsce | 50,21   |